# 未更毛川

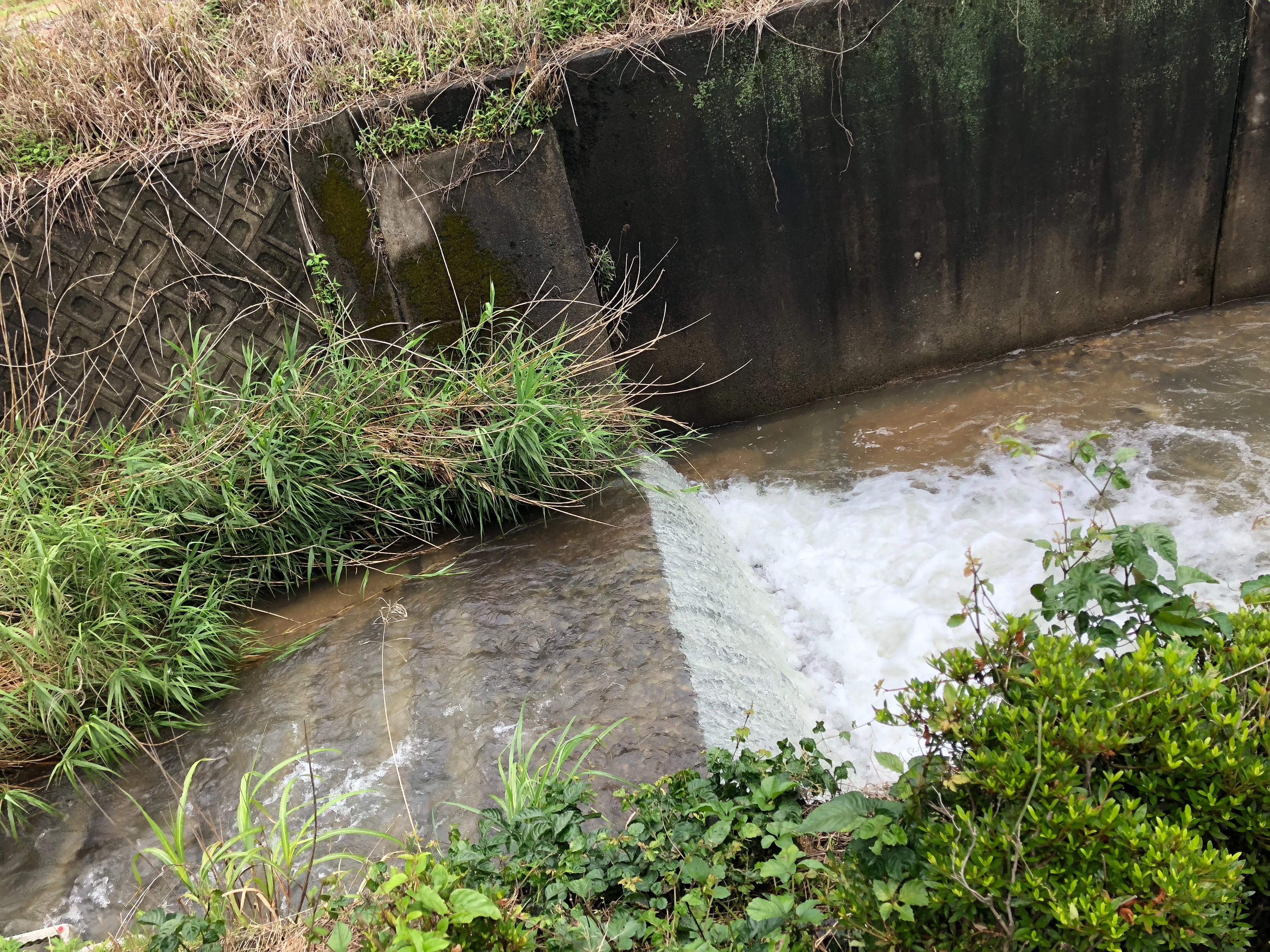
未更毛川

未更毛川（みさらげがわ）は、福井県福井市安居地区を流れる九頭竜川水系日野川支流の一級河川。

## 地理
未更毛川は、 福井県福井市安居地区に位置する。安居地区東西に延びる細い平地に流れ、日野川と合流し福井市高屋で九頭竜川に合流する。

## 活動
福井県有数のゲンジボタルの鑑賞スポットである。2004年の福井豪雨の影響によって蛍は激減したが、安居公民館や住人によってホタルの飼育、放流の他自然環境を守る活動が行われホタルの数は増加した。

## 流域の自治体
福井県福井市安居地区

## 河口、合流先
日野川(福井市)

## 並行する交通
福井県道115号殿下福井線(ふくいけんどう115ごうでんかふくいせん)